# Loleatta Holloway
Pour les articles homonymes, voir Holloway.
Loleatta Holloway (prononcé en anglais : [loʊˈliːtə ˈhɑləweɪ]), née le 5 novembre 1946 à Chicago et morte le 21 mars 2011, est une chanteuse gospel américaine de la grande époque de la musique soul et du R&B puis aussi disco et house.

## Biographie
Elle chante dès l'âge de quatre ans dans le groupe de gospel de sa mère.
Artiste reconnue des années 1970, elle est à l'origine de nombreux succès, parmi lesquels le titre Love Sensation (qui sera samplé par le groupe hip-hop Marky Mark & the Funky Bunch (Good Vibrations) et le groupe de house Black Box (Ride on Time), mais aussi le succès Relight My Fire de Dan Hartman.
Ses chansons sont encore aujourd'hui régulièrement remixées et passent en club comme la reprise d'Eddie Thoneick Love Sensation qui a eu un vrai succès dans les clubs du monde entier.
Le groupe Nuyorican Soul a également repris Runaway et Hit & Run, grâce notamment à la voix de La India.
Elle meurt le 21 mars 2011 à 64 ans.

## Discographie

### Albums studio
- Loleatta (Aware 1973)
- Cry To Me (Aware 1975)
- Loleatta (Gold Mind 1977)
- Queen of the Night (Gold Mind 1978)
- Loleatta Holloway (Gold Mind 1979)
- Love Sensation (Gold Mind 1980)
- Greatest Hits (The Right Stuff/EMI, 1996)
- Queen of the Night: the Ultimate Club Collection (The Right Stuff/EMI, 2001)
- Loleatta Holloway: The Anthology (Salsoul, 2005)

### Singles

#### En tant qu'artiste principal
- Cry to Me (#10 R&B, #68 US Billboard Hot 100) (1975)
- Worn Out Broken Heart (#25 R&B) (1976)
- Dreamin' (US #72, US Dance #3) (1977)
- Hit and Run (#3 US Dance), (#56 US R&B) (1977)
- Runaway avec The Salsoul Orchestra (1977)
- Catch Me On The Rebound (#16 US Dance) (1978)
- I May Not Be There When You Want Me (But I'm Right on Time) (1978)
- Only You avec Bunny Sigler (en) (#87 US, Billboard Hot 100, #11 US R&B) (1978)
- The Greatest Performance of My Life (1979)
- All About the Paper (1979)
- Vertigo/Relight My Fire (avec Dan Hartman) (1979)
- Love Sensation (#1 US Dance) (1980)
- Seconds avec The Salsoul Orchestra (1982)
- Crash Goes Love (#5 US Dance), (#86 US R&B) (1984)
- So Sweet (1987)
- Strong Enough (1992)
- Stand Up! (1994, nouvelle chanson utilisant des extraits vocaux de Dreamin', produite par Johnny Vicious (en))
- The Queen's Anthem (1994, nouvelle chanson utilisant des extraits vocaux de I May Not Be There When You Want Me, produite par Johnny Vicious)
- I Survived (sortie uniquement britannique, produite par Johnny Vicious) (1994)
- Dreamin' (remix) (#1, US Dance, #59 UK) (2000)
- Love Sensation '06 (#37 UK) (2006)
- Don't Leave Me this Way - 2007 (2007 Deep Influence Mix)

#### Apparitions
- Black Box - "Ride on Time (#1 UK; contient un échantillon vocal de Love Sensation - la voix de Holloway est la seule de la chanson ; meilleur single vendu britannique de 1989)
- Marky Mark & The Funky Bunch - Good Vibrations (#1 US, #14 UK; contient principalement un échantillon vocal de Love Sensation. C'est le seul single numéro un de Holloway du Billboard Hot 100 américain) (1991)
- Cappella feat. Loleatta Holloway - Take Me Away (#25 UK; contient un échantillon vocal de Love Sensation) (1992)
- Latin Swing featuring Loleatta Holloway - "Gotta Be #1" (#2, US Dance) (1992)
- Dan Hartman starring Loleatta Holloway - "Keep The Fire Burnin'" (#49 UK) (1995)
- Fire Island featuring Loleatta Holoway - "Shout To The Top" (#23 UK) (1998)
- Cevin Fisher (en) featuring Loleatta Holloway - "(You Got Me) Burning Up" (#14 UK; contient un échantillon vocal de Love Sensation) (1999)
- Lenny Fontana & DJ Shorty featuring Loleatta Holloway - "Chocolate Sensation" (#39 UK; contient un échantillon vocal de Love Sensation) (2000)
- GTS featuring Loleatta Holloway - "What Goes Around Comes Around" (2000)
- AgeHa featuring Loleatta Holloway & Jocelyn Brown - "A Better World" (2003)
- CJ TOBA feat Loleatta Holloway - I-N-S-I-D-E  (2009 DJ Remix de Dreamin', qui atteint le succès dans le classement DJ/Club)